# ذهبي الدورات
ذهبي الدورات (الاسم العلمي: Chrysocyclus)، جنس فطور من رتبة الشقرانيات وفصيلة الشقرانية.